# Emmi Silvennoinen

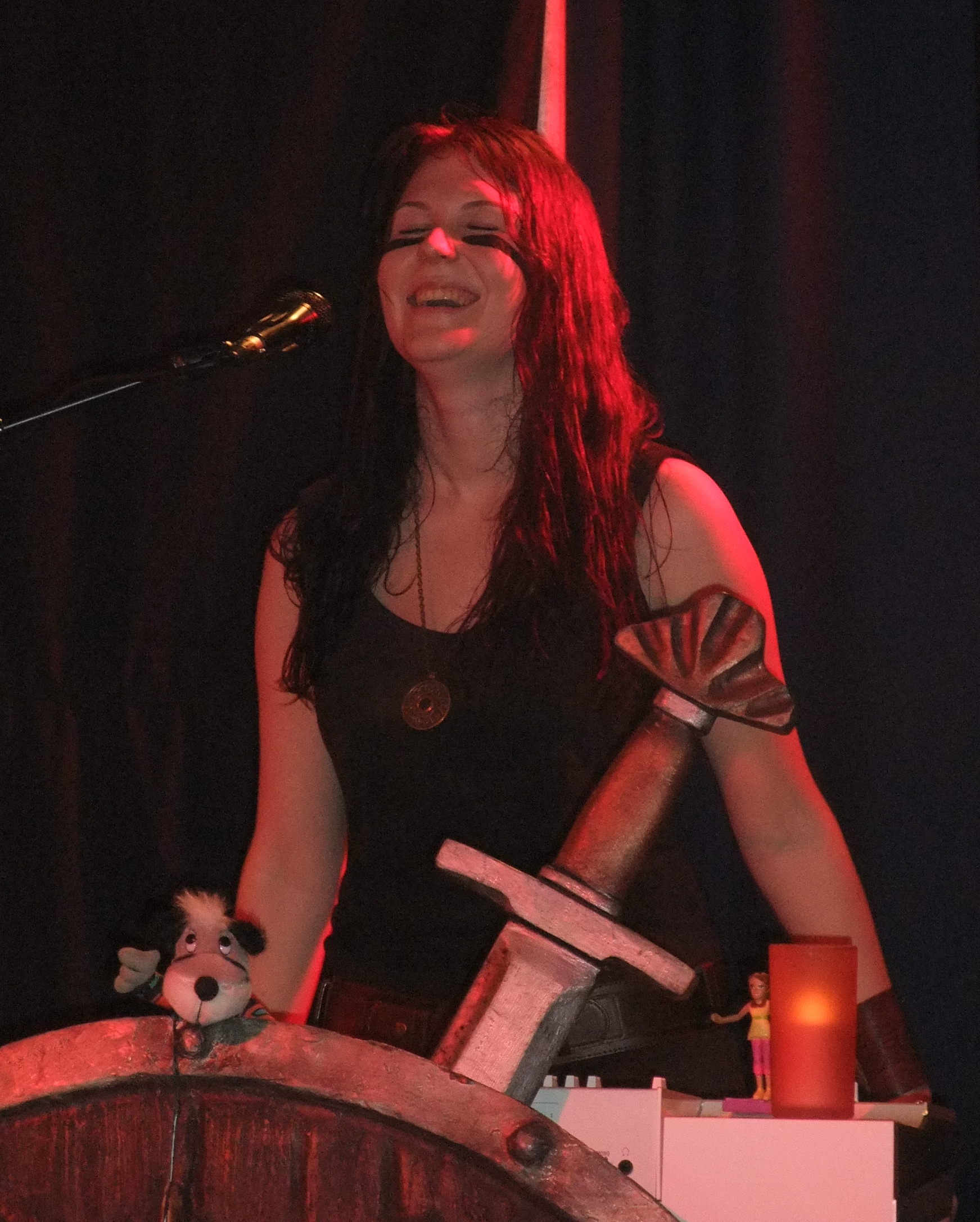
Emmi Silvennoinen 2009

Emmi Silvennoinen (* 9. April 1988 in Finnland) war Keyboarderin der Folk-Metal-Band Ensiferum. Seit den Aufnahmen des Studioalbums From Afar (2009) war sie Mitglied der Band. Zuvor ersetzte sie vorübergehend Meiju Enho, die Ensiferum im September 2007 verlassen hatte. Silvennoinen verließ Ensiferum 2016. Silvennoinen war außerdem Keyboarderin der Melodic-Death- und Gothic-Metal-Band Exsecratus.